# (13149) Heisenberg
(13149) Heisenberg ist ein Asteroid des äußeren Hauptgürtels, der von dem deutschen Astronomen Freimut Börngen am 4. März 1995 am Observatorium Tautenburg (IAU-Code 033) im Thüringer Tautenburger Wald entdeckt wurde. Eine Sichtung des Asteroiden hatte es vorher schon am 12. November 1982 unter der vorläufigen Bezeichnung 1982 VU10 am Krim-Observatorium in Nautschnyj gegeben.
Der Asteroid gehört der Themis-Familie an, einer Gruppe von Asteroiden, die nach (24) Themis benannt wurde. Nach der SMASS-Klassifikation (Small Main-Belt Asteroid Spectroscopic Survey) wurde bei einer spektroskopischen Untersuchung von Gianluca Masi, Sergio Foglia und Richard P. Binzel bei (13149) Heisenberg von einer dunklen Oberfläche ausgegangen, es könnte sich also, grob gesehen, um einen C-Asteroiden handeln.
Am 28. Februar 2007 fertigte der japanische Satellit Akari eine Slow-Scan-Infrarotaufnahme des Asteroiden an. Es wurde anhand der Aufnahme davon ausgegangen, dass die Albedo des Asteroiden höher als 0,1 sei. Da man in einer Veröffentlichung aus dem Jahre 2012 weiterhin davon ausging, dass es sich um einen C-Asteroiden handele, wurde (13149) Heisenberg als nicht typischer C-Asteroid bezeichnet (rare C-type asteroid distinguished by high albedo).

## Benennung
Die Bahn von (13149) Heisenberg wurde im Jahr 2000 gesichert, so dass eine Nummerierung vergeben werden konnte. Der Asteroid wurde noch im selben Jahr, am 23. Mai 2000, auf Vorschlag von Freimut Börngen nach dem deutschen Physiker Werner Heisenberg benannt, dem der Nobelpreis für Physik 1933 verliehen worden war „für die Begründung der Quantenmechanik, deren Anwendung unter anderem zur Entdeckung der allotropen Formen des Wasserstoffs geführt hat“.